# Павел I Шубич
Павел Шубич Брибирский (хорв. Pavao I Šubić Bribirski, ок.1245 — 1 мая 1312) — балканский дворянин, бан Хорватии, господарь Боснии.

## Биография

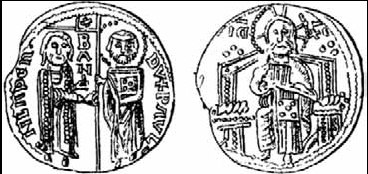
Монеты Павла Шубича с надписью DVX PAVL — BAN -MLADEN

Точная дата рождения Павла неизвестна; предполагается что он родился примерно в 1245 году. Впервые упоминается в документе от 1272 года, где именуется «князь Брибирский». В 1273 году он уже является князем Сплита, а с 1274 года именует себя «приморским баном». Пользуясь ослаблением центральной венгерской власти, он укрепил свою власть над приморскими землями, поставив градоначальниками членов своего рода.
В 1290 году был убит венгерский король Ласло IV Кун, и началась борьба за венгерский престол. Сначала трон занял Андраш III из династии Арпадов, но сестра убитого Ласло — Мария Неаполитанская — предъявила свои права на престол, а затем передала их сыну Карлу Мартеллу Анжуйскому, эти претензии были поддержаны римским папой Николаем IV. Анжуйский дом нуждался в поддержке венгерских магнатов, поэтому в 1292 году Карл II Анжуйский от имени своего сына Карла Мартелла даровал Павлу Шубичу земли от Петровой горы до горы Хум с правом наследственного владения. В следующем году Андраш III даровал Павлу Шубичу и его роду весь хорватско-далматинский банат и наследственное банское достоинство; при этом, правда, Андраш потребовал от Шубичей признать его мать Томазину Моразини герцогиней Славонии, на что Павел не согласился, однако с 1293 года он именует себя не «приморским баном», а «баном Хорватии» («banus Croatorum»).

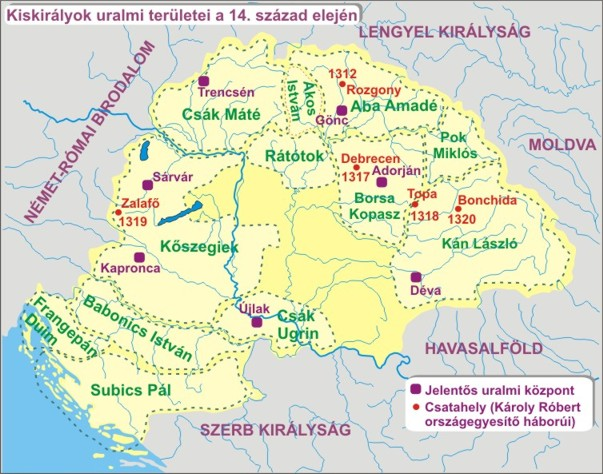
Владения венгерских магнатов в начале XIV века. Домен Павла Шубича — на юго-западе

В 1295 году Карл Мартелл неожиданно умер, и Мария передала претензии на венгерский трон его сыну и своему внуку Карлу Роберту. Папа Бонифаций VIII в 1297 году объявил 12-летнего мальчика королём Венгрии. Павел Шубич объявил себя «повелителем Боснии» («Dominus Bosne»), а в 1299 году передал титул бана Боснии своему младшему брату Младену. Хоть он формально и не короновался, фактически он был независимым правителем подвластных ему территорий. В начале 1300 года Павел Шубич пригласил Карла Роберта в Венгрию, признав его своим королём, а Карл Роберт подтвердил права Шубичей на владения в Боснии. 12-летний Карл Роберт высадился в Сплите в августе 1300 года и направился в Загреб, где был принят Угрином Чаком, другим влиятельным магнатом королевства, в качестве короля Венгрии.
Когда король Андраш III внезапно умер 14 января 1301 года, сторонники Карла Роберта отвезли его в Эстергом, где архиепископ Григорий Бискей увенчал его некой случайной короной, поскольку Корона Святого Иштвана находилась в руках его противников. Однако большинство магнатов королевства не признали его власть и провозгласили королём Вацлава Чешского, сына Вацлава II. Последующие 10 лет прошли в борьбе с претендентами, и власть Карла Роберта на местах была чисто номинальной; так, Павел Шубич вообще не упоминает короля в своих указах, действуя как независимый правитель.
В июне 1304 года младший брат Павла — Младен, поставленный баном Боснии — был убит сторонниками смещённого бана Степана Котромана. В ответ Павел повёл свои войска на Боснию, чтобы сломить местное сопротивление и восстановить свою власть; он объявил себя «господарем всей Боснии» («totius Bosniae dominus»). Пользуясь идущей на сербских землях гражданской войной, он также вторгся в Хумский регион и дошёл до Черногории.
В 1310 году армия Павла Шубича собралась в районе Задара. Дождавшись, когда гв марте 1311 года орожане восстанут и сбросят венецианского губернатора, армия захватила город, губернатором которого был поставлен Младен II Шубич. Венецианцы послали в марте 1312 года армию и флот, чтобы отбить город, но потерпели поражение.

## Семья и дети
Павел был женат на Урсуле — дочери сербского короля Стефана Драгутина. Их дети:
- Младен II Шубич (1275—1341)
- Юрий II (1290—1328)
- Павел II (1295—1346)
- Гргур IV
- Марко IV